# Alan Plater
Alan Frederick Plater, född 15 april 1935 i Jarrow-on-Tyne, Tyne and Wear i England, död 25 juni 2010 i London, var en brittisk författare, dramatiker och manusförfattare.

## Filmmanus i urval
- 2010 – Joe Maddison's War (TV-film)[3]
- 2007–2010 – Kommissarie Lewis (TV-serie) (4 avsnitt)
- 2003 – Morden i Midsomer: En berättelse om två byar (TV-serie)
- 1996–1998 – Ett fall för Dalziel & Pascoe (TV-serie) (4 avsnitt)
- 1996 – Ruth Rendell Mysteries: Simisola (TV-serie)
- 1995 – Olivers resor (TV-serie)[4]
- 1987 – Krigets skördar (TV-serie)
- 1985 – Ett mord annonseras (TV-serie)
- 1984 – Slagskämpen
- 1976 – It Shouldn't Happen to a Vet
- 1970 – Oskulden och zigenaren